# Assassinatos de Keddie

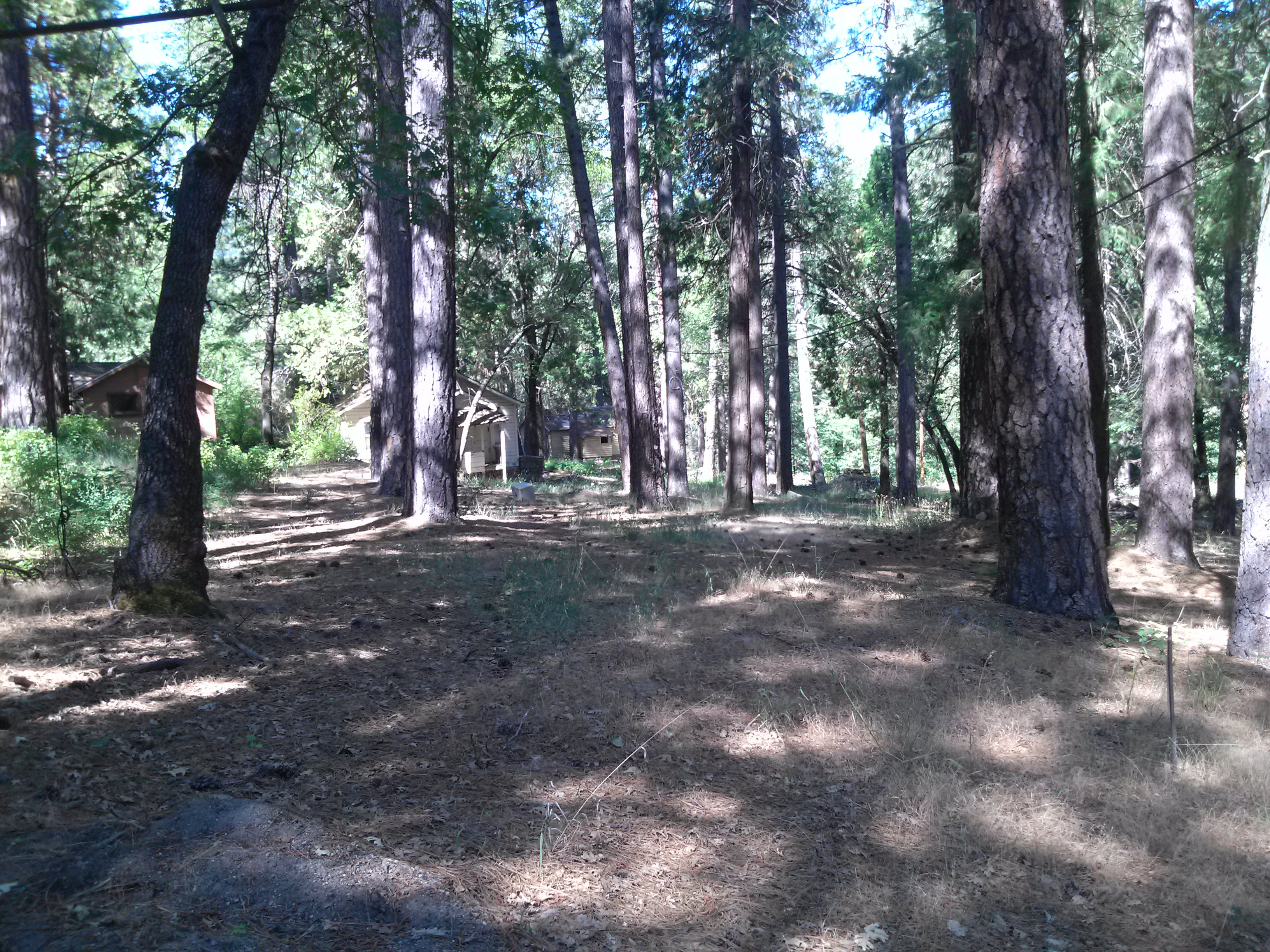
Antigo local da cabana nº 28, onde um homicídio quádruplo ocorreu em 1981 em Keddie, Califórnia. A cabana foi demolida em 2004.

Os Assassinatos de Keddie foram um quádruplo homicídio que ocorreu em Keddie, uma estância turística no Norte da Califórnia, Estados Unidos, em 1981. As vítimas foram Glenna Sue Sharp, conhecida como Sue (36 anos), o seu filho John (15 anos) e o seu amigo Dana Wingate (17 anos). A última vítima, a filha de Sue, Tina Sharp (12 anos) estava desaparecida quando o crime foi descoberto e os seus restos foram encontrados em 1984 em Camp Eighteen, condado de Butte. Os dois filhos mais jovens de Sue e o amigo Justin ficaram ilesos. A segunda filha, Sheila, tinha passado a noite com os vizinhos e descobriu os corpos de sua família na manhã seguinte.
Nenhuma prisão foi feita em conexão com os assassinatos. A cabana em que os assassinatos ocorreram foi demolida em 2004.

## Detalhes sobre o crime
Em 12 de abril de 1981, na cabana nº 28 do Keddie Resort em Keddie, Condado de Plumas, Califórnia, os corpos de três indivíduos foram descobertos.
Glenna Sue Sharp (36 anos) vivia nessa cabana desde Novembro de 1980, juntamente com seus cinco filhos. Na noite de 11 de abril de 1981, Sue estava com a filha, Tina (12 anos), os dois filhos mais jovens e um amigo deles, Justin Smartt. A eles juntaram-se, mais tarde, o outro filho de Sue, John Sharp (15 anos) e o seu amigo de 17 anos de idade Dana Wingate, que foram vistos pegando carona à noite nas proximidades de Quincy. Na manhã seguinte, a filha de 14 anos de Sue, Sheila, que tinha passado a noite com um amigo em uma cabana vizinha, encontrou os corpos de sua mãe, irmão e do amigo do irmão deitados na sala de estar. Todos haviam sido amarrados com fio elétrico e fita adesiva médica, foram espancados e esfaqueados. Tina Sharp estava desaparecida.
A natureza selvagem do crime era inegável: as paredes foram cobertas com cortes de faca e alguns móveis foram quebrados. O caso logo foi esquecido e o bizarro desaparecimento de Tina Sharp não foi resolvido assim como os assassinatos. A cidade de Keddie começou a perder seus visitantes e o resort virou uma cidade fantasma. Três anos após o crime, em 1984, a cabeça decepada de Tina Sharp foi descoberta perto de Feather Falls, há cerca de 32 milhas da cabine.
Um fato curioso sobre o assassinato foi que Sheila havia encontrado os seus irmãos mais novos junto com o amigo Justin, dentro da casa, totalmente ilesos e sem nenhum sinal de violência. Enquanto que os irmãos mais novos relataram não terem acordado nem ouvido nada, o relato de Justin foi muito confuso, pois dizia ter visto os assassinos mas não sabia dizer se havia sido apenas um sonho. A polícia começou a desconfiar que Justin havia acordado, tocado em alguns dos corpos e voltado ao quarto, pois havia sangue na maçaneta do quarto onde estava. A investigação da polícia chegou a três suspeitos: os pais de Justin e um amigo deles. Eles foram interrogados incansavelmente mas no final foram absolvidos por falta de prova. 
Especialistas dizem que o despreparo da polícia local comprometeu totalmente o caso. Muitos anos depois do crime, o terapeuta que tratava do pai de Justin, fez uma revelação bombástica: o terapeuta disse que o pai de Justin havia confessado ter matado Sue por vingança, por ela encorajar a sua esposa a pedir o divórcio. Curiosamente, a mãe de Justin deixou o marido no dia seguinte aos assassinatos. Sobre as outras vítimas, o pai de Justin nunca confessou nada, mas a polícia desconfia de que John Sharp havia passado parte da noite do crime com o pai de Justin. Sobre os outros assassinatos, nada foi desvendado até hoje.

## Mídia
- Cabine 28: Os Assassinatos de Keddie, um documentário de 45 minutos sobre os assassinatos dirigidos pelo professor de inglês da Califórnia Josh Hancock, autor de um livro de mesmo nome. A segunda parte do documentário está atualmente em produção, apesar de ameaças anônimas feitas para a equipe de filmagem através do telefone, e-mail e cartas ter abrandado as produções.